# L'erba di S. Pietro

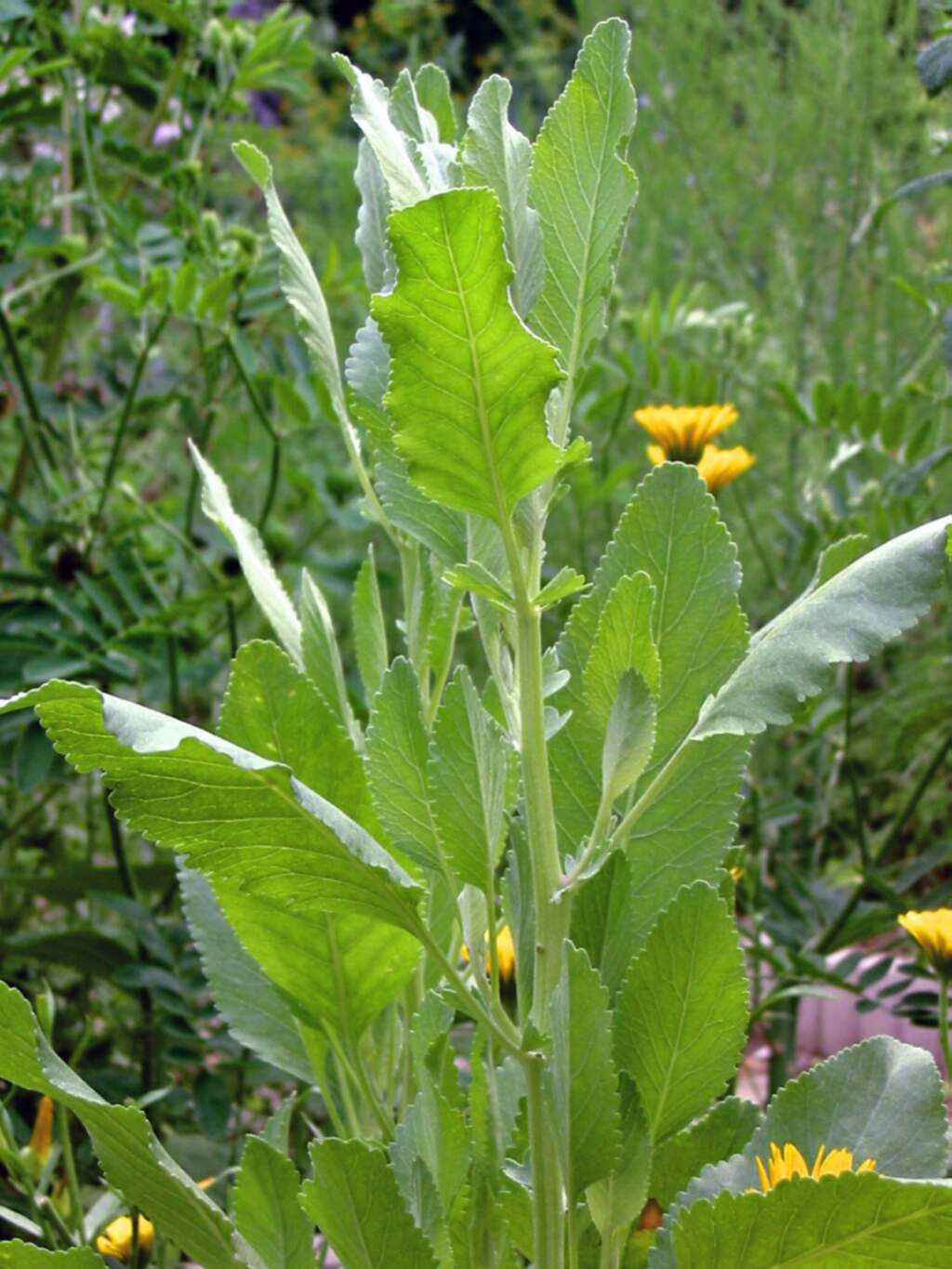
Erba di San Pietro

L'erba di S. Pietro è il secondo album del cantautore italiano Giorgio Conte, pubblicato nel 1987 dall'etichetta discografica Fonit Cetra in formato LP.
Il disco è prodotto da Vito Pallavicini. Gli arrangiamenti sono curati da Maurizio Fabrizio.

## Tracce
Lato A
1. Fuori ci sono i lupi – 3:56
2. L'erba di S. Pietro – 3:30
3. Come i cavoli a merenda – 4:05
4. Ninna nanna – 3:27
5. Chiuso fra quattro mura – 4:00

Lato B
1. Il falco pellegrino – 4:32
2. Ping pong – 4:03
3. San Francesco – 4:41
4. Pullman – 4:54

## Formazione
- Giorgio Conte – voce, chitarra
- Massimo Luca – chitarra
- Maurizio Fabrizio – tastiera, pianoforte
- Salvatore Camilleri – batteria
- Claudio Guidetti – tastiera
- Bob Callero – basso
- Gianni Zilioli – fisarmonica, vibrafono
- Bruno De Filippi – armonica, bouzouki, banjo, ukulele